# Hồ Thiên Đảo
Hồ Thiên Đảo (tiếng Trung Quốc: 千岛湖/千島湖, nghĩa là Hồ nghìn đảo), là một hồ nhân tạo ở huyện Thuần An, tỉnh Chiết Giang, Trung Quốc, được tạo ra sau khi hoàn thành nhà máy thủy điện Thuần An vào năm 1959. 1078 hòn đảo lớn nhỏ trong hồ và một ngàn hòn đảo nhỏ rải rác khắp nơi. Hồ rộng 573 km² và có dung tích khoảng 17,8 km3. Các hòn đảo trong hồ rộng khoảng 86 km².

## Thư viện ảnh

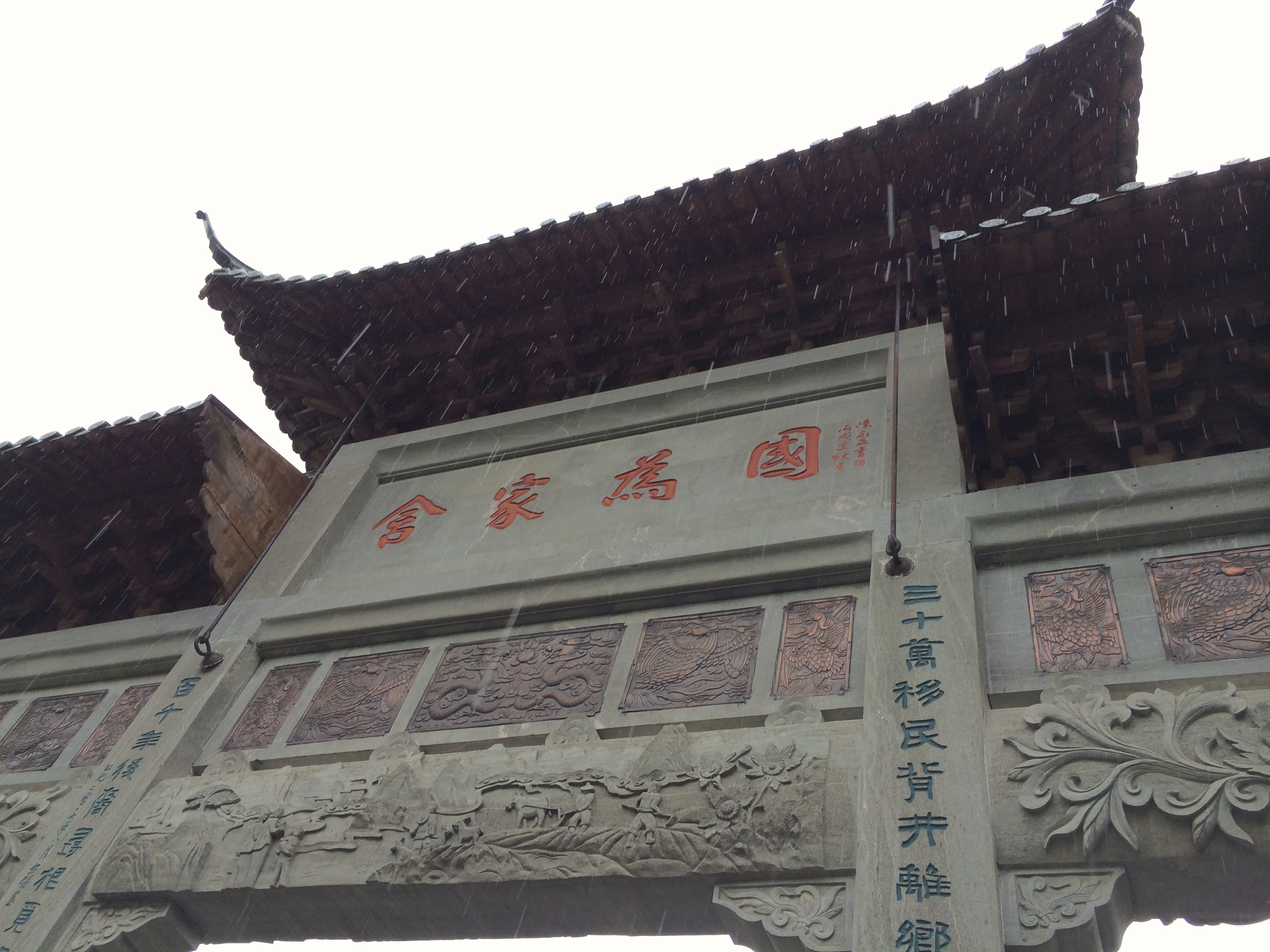
Lối vào khu vực cảnh quan của hồ Thiên Đảo.
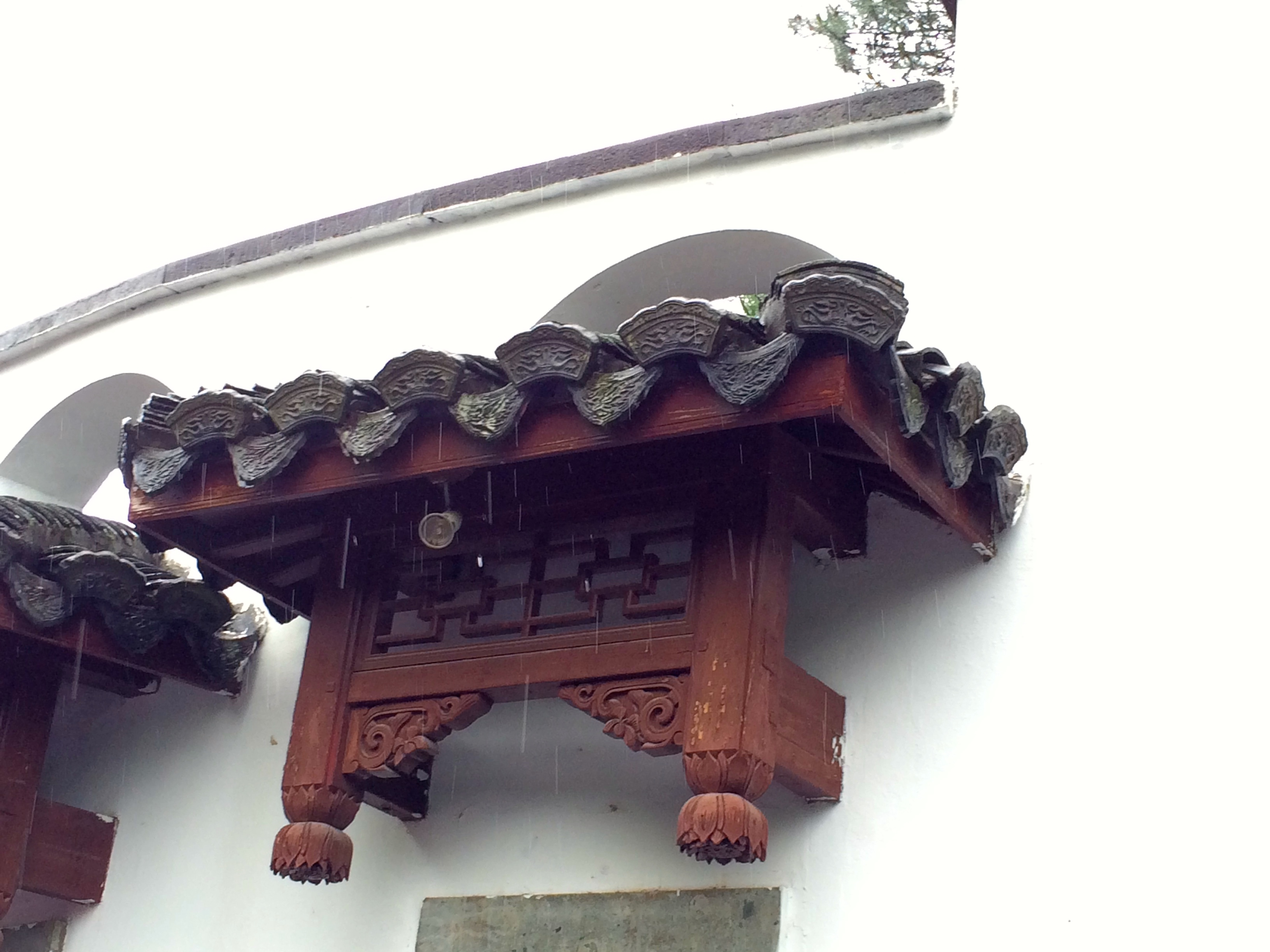
Kiến trúc kiểu Huy Châu.
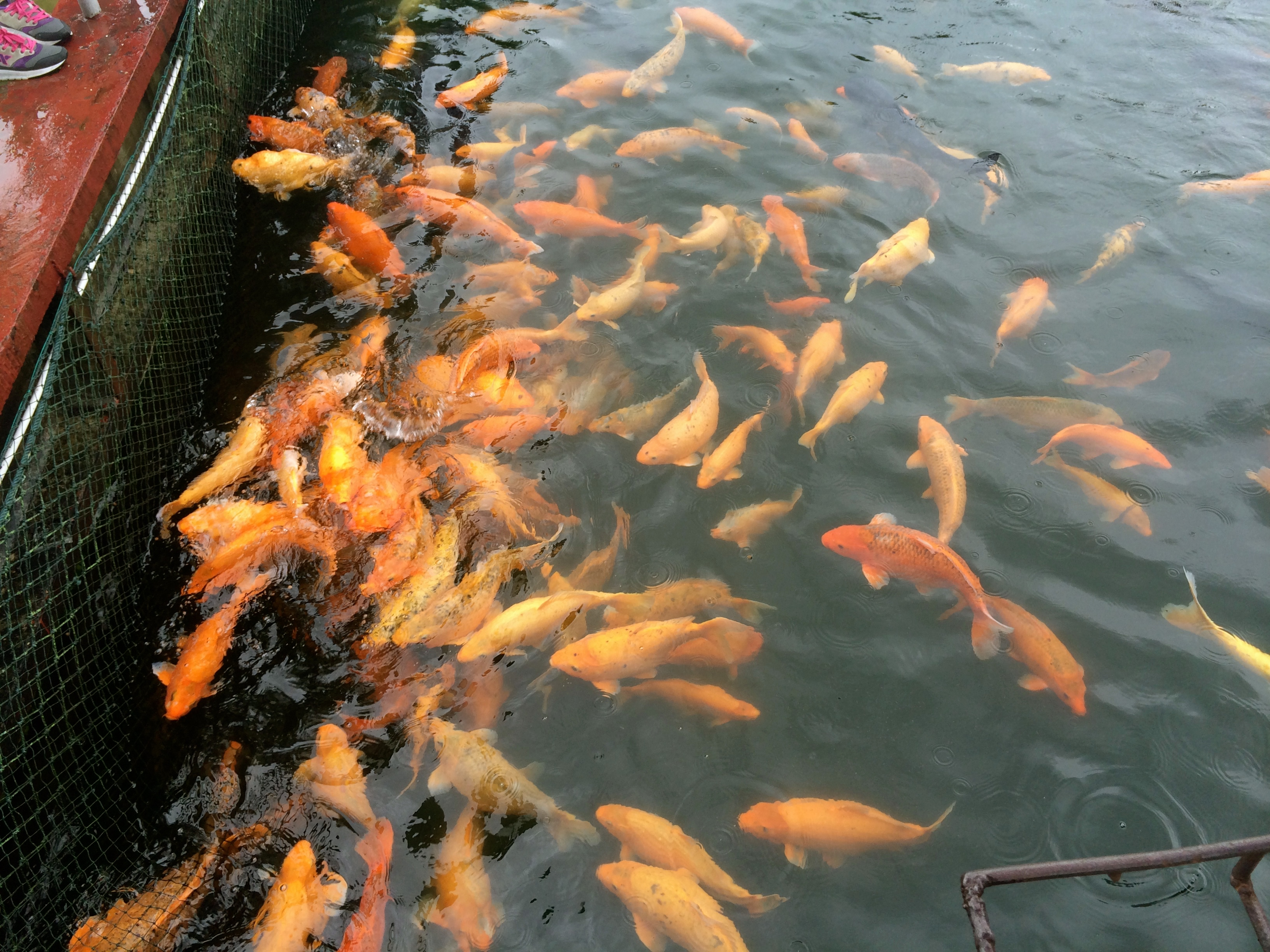
Cá chép Koi trong hồ Thiên Đảo.
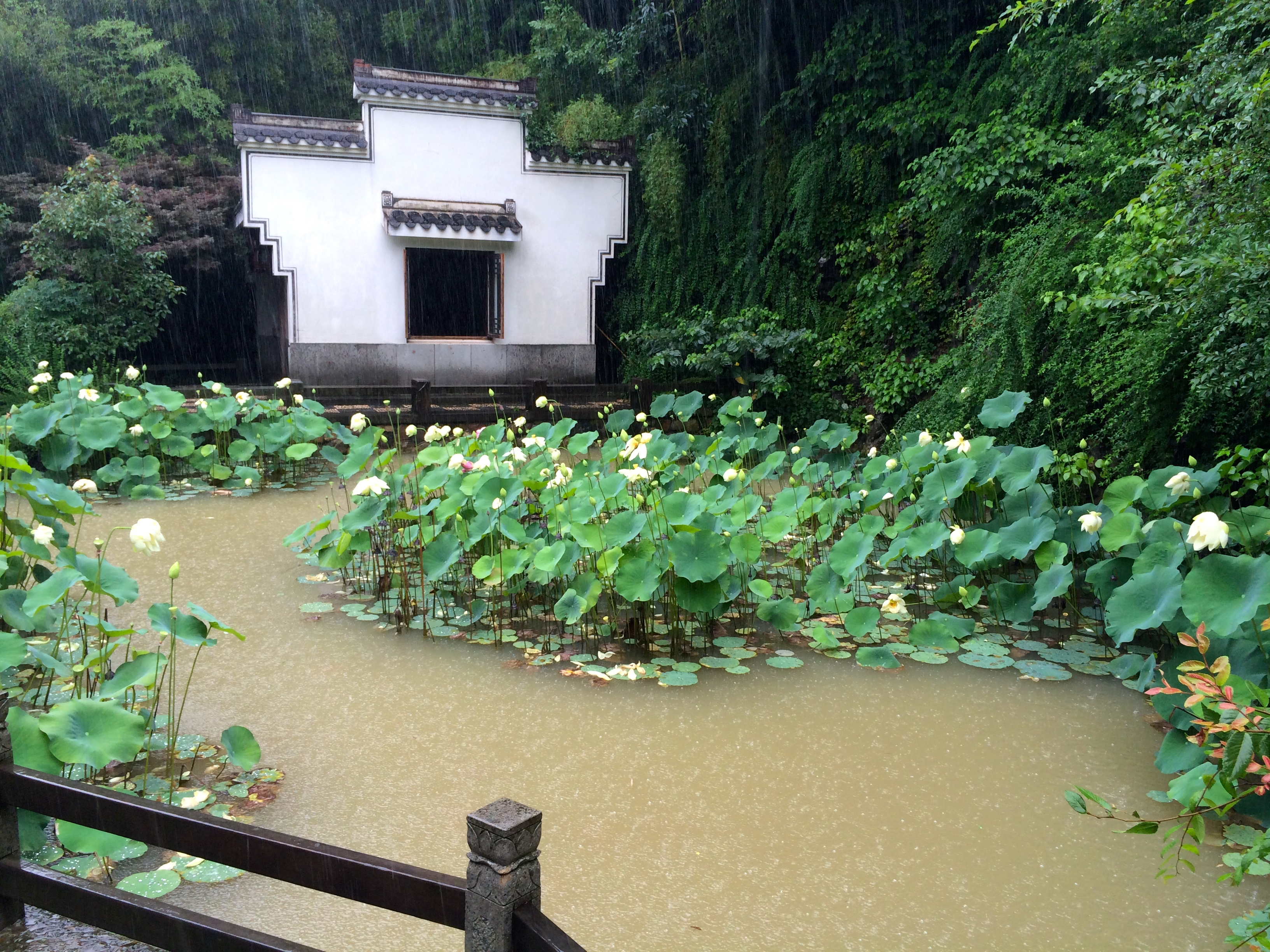
Ao sen trong hồ Thiên Đảo.
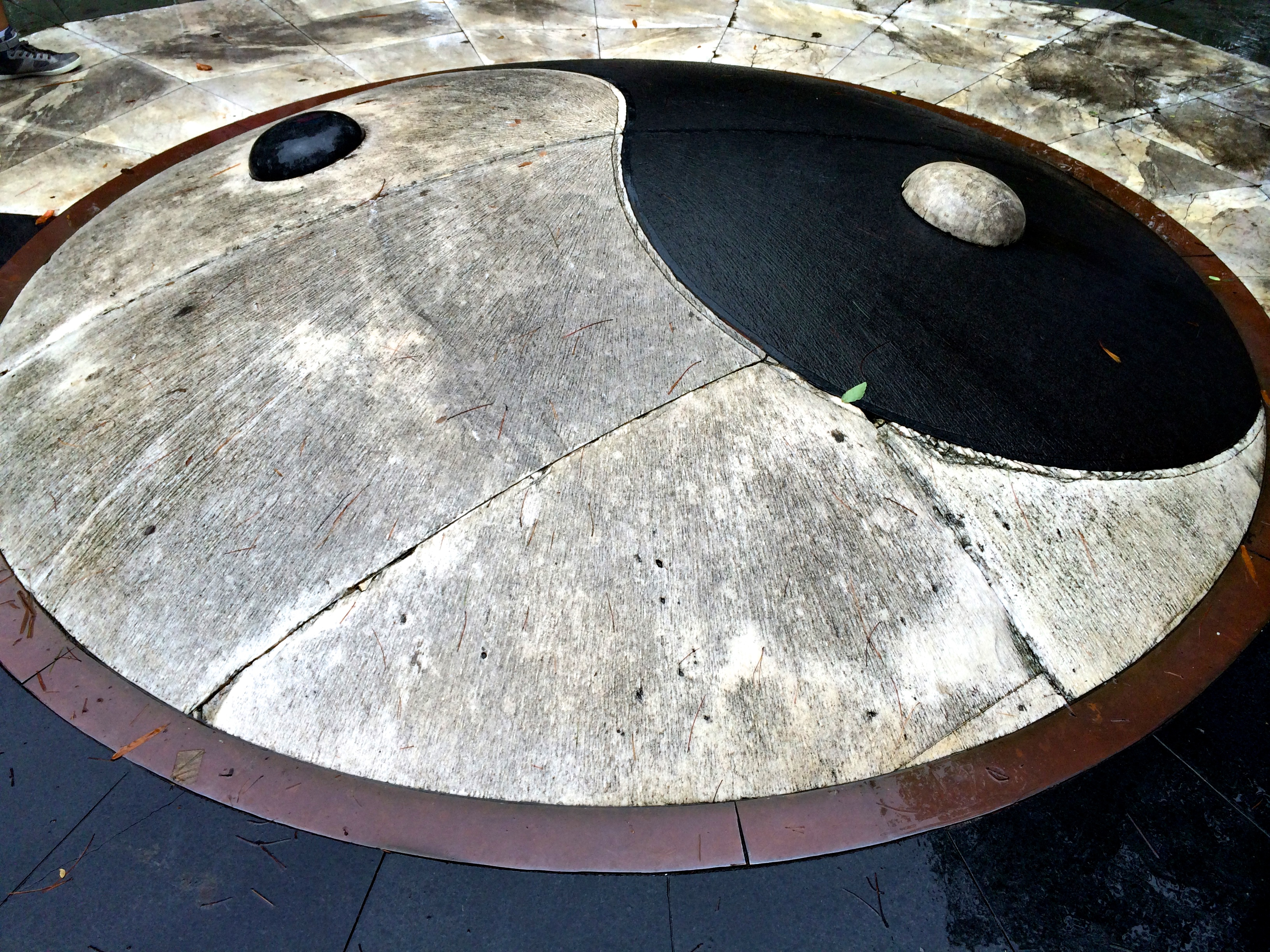
Biểu tượng Thái Cực trong hồ Thiên Đảo.
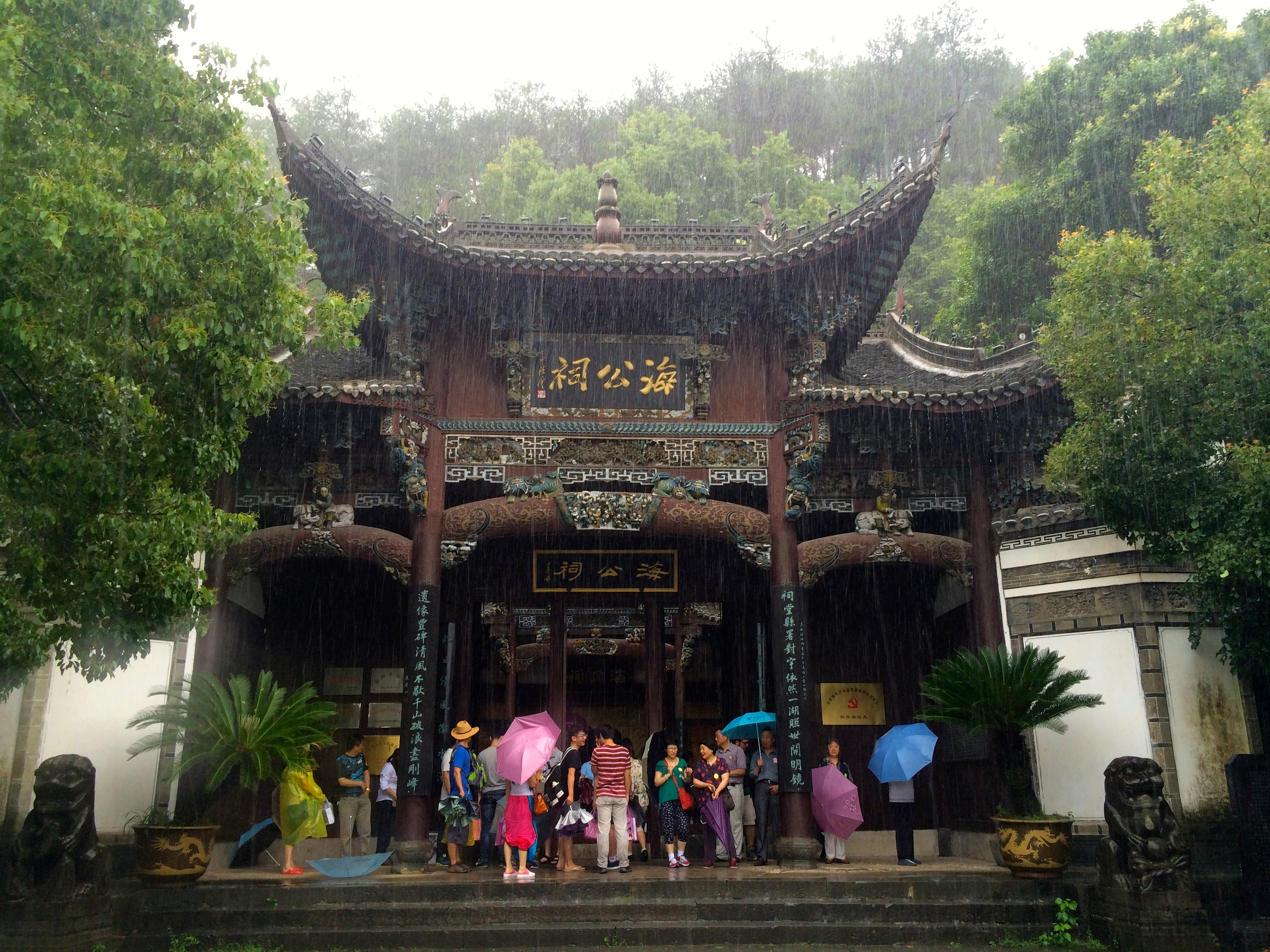
Đền thờ Hải Thụy trên đảo Long Sơn.
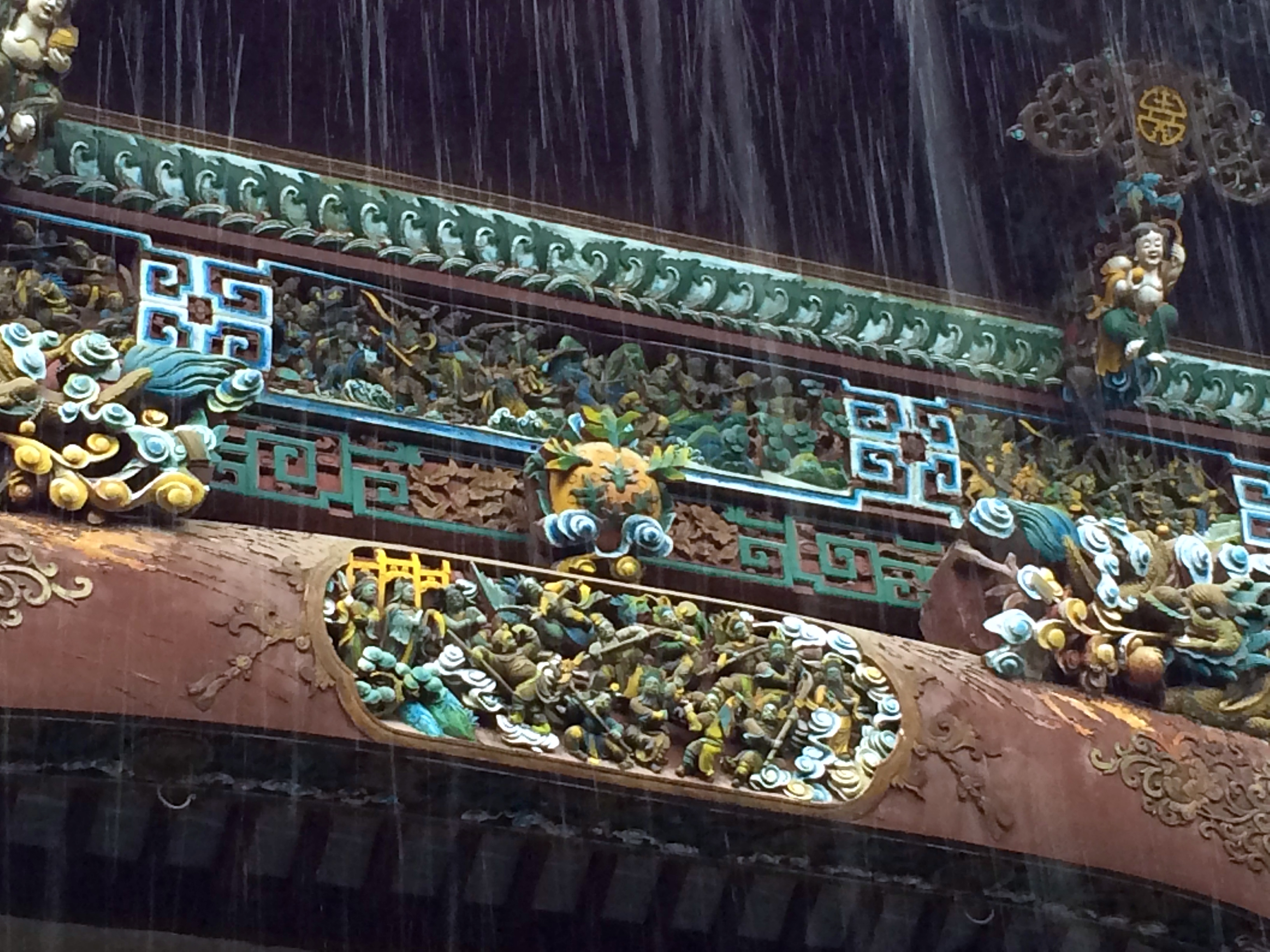
Họa tiết khắc nổi trên gỗ tại đền thờ Hải Thụy.
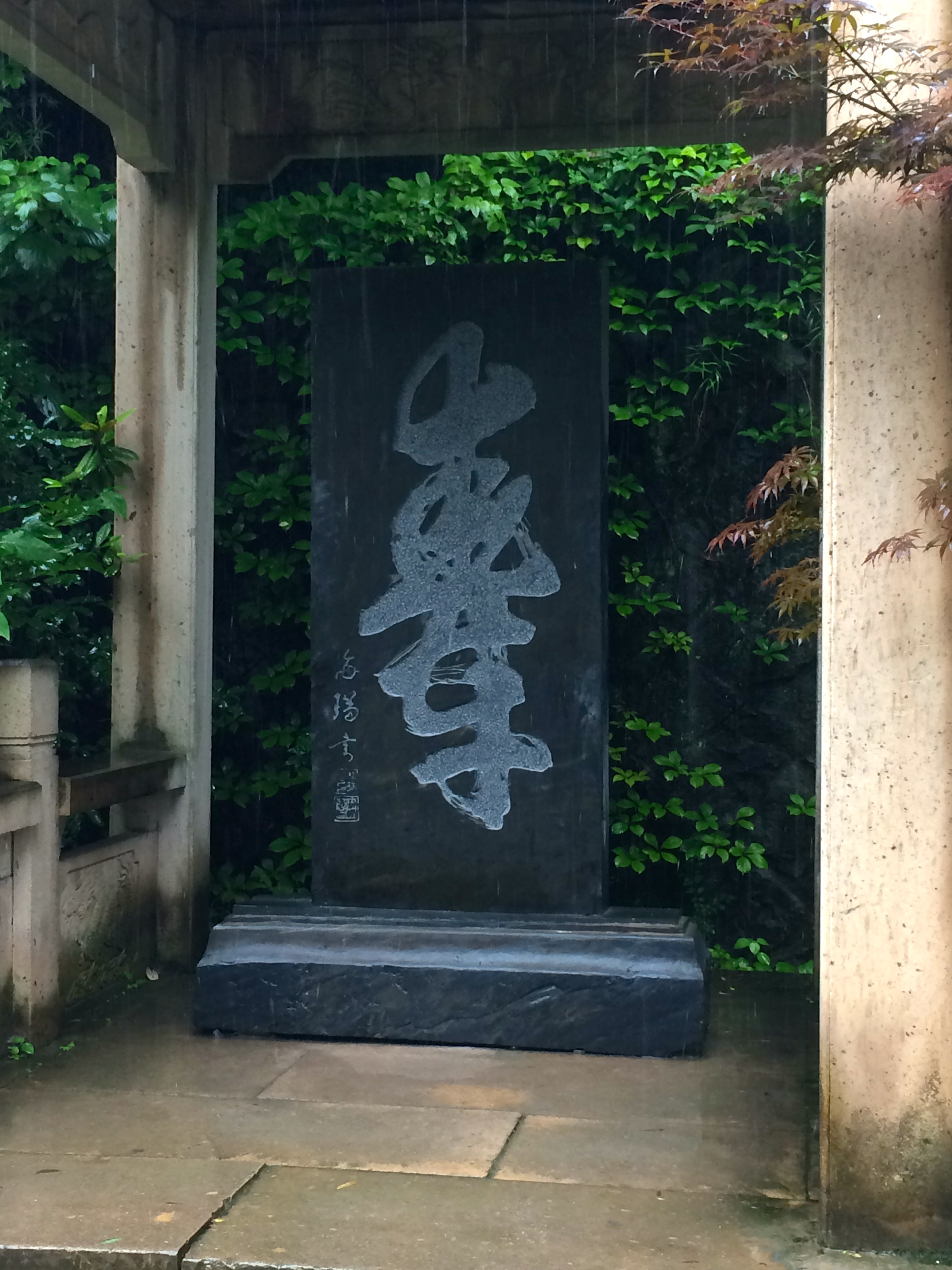
Chữ Thọ (寿) do Hải Thụy viết.